# Aglae coerulea
Aglae coerulea es una especie de himenóptero ápido de la tribu Euglossini ( abejas de las orquídeas). Única especie del género Aglae, se distribuye por Brasil, Colombia, Perú, Panamá, Surinam y Venezuela. 
Aglae coerulea es parásita obligada de especies de Eulaema (Bennett 1972, Kimsey 1982, Garófalo 1994).